# Asociación de Estudios Melillenses
La Asociación de Estudios Melillenses es una asociación de la ciudad española de Melilla situada en la antigua Sala de Armas de San Juan, en el Primer Recinto Fortificado de Melilla La Vieja. 

## Historia
Fue constituida el 25 de marzo de 1981 bajo el patrocinio Ayuntamiento de Melilla para fomentar el estudio y divulgación de temas históricos y sociales, fomentando el interés por temas de índole artístico, didáctico, científico, antropológico y humano, con preferencia por aquellos que afectan a Melilla y defender el Patrimonio Histórico-Artístico de la Ciudad de Melilla. Mantiene relaciones con organismos nacionales de igual o parecido carácter y centros de aspiraciones afines o similares de Melilla, siendo independiente de cualquier grupo o de carácter político.

## Descripción

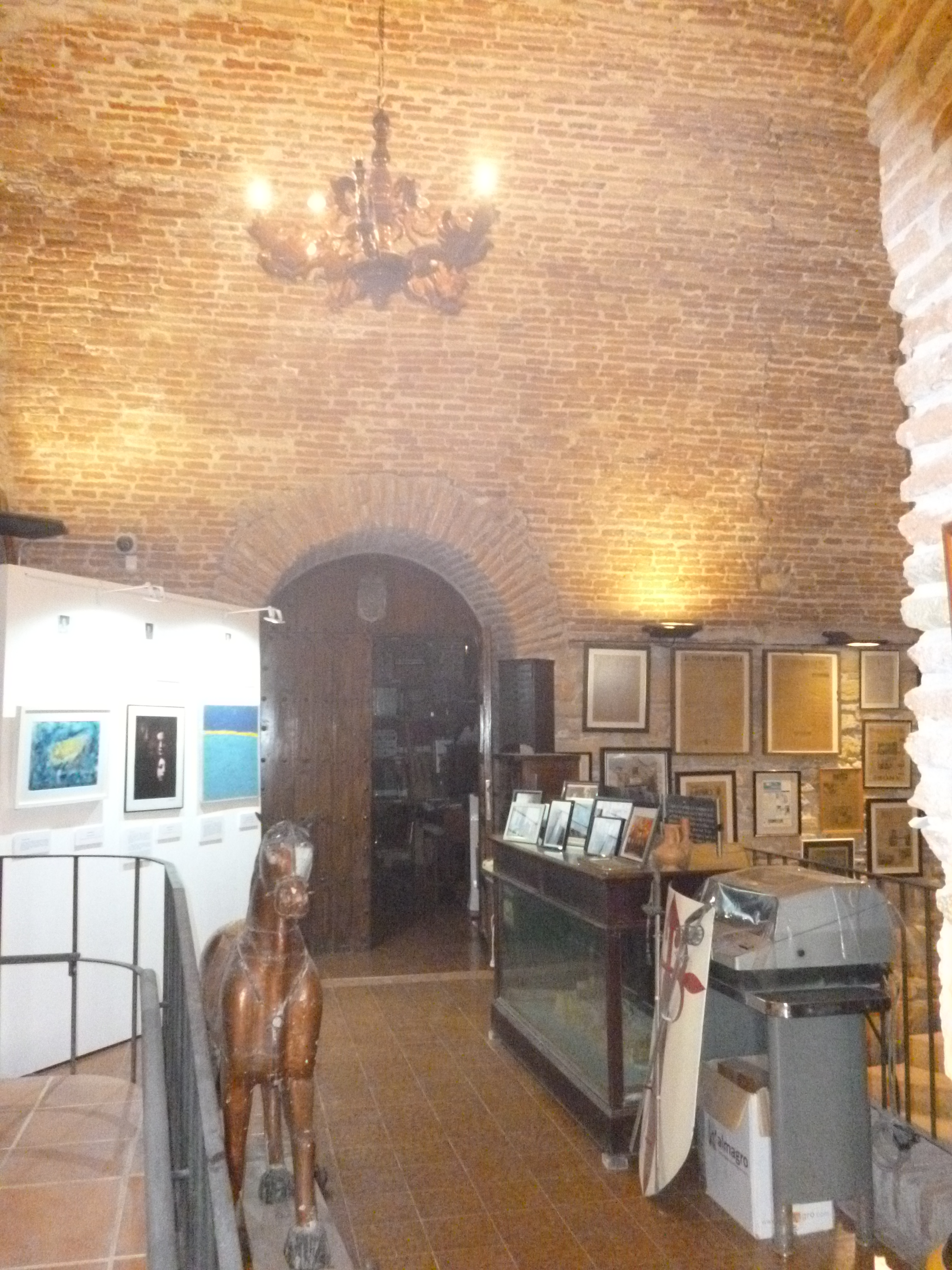
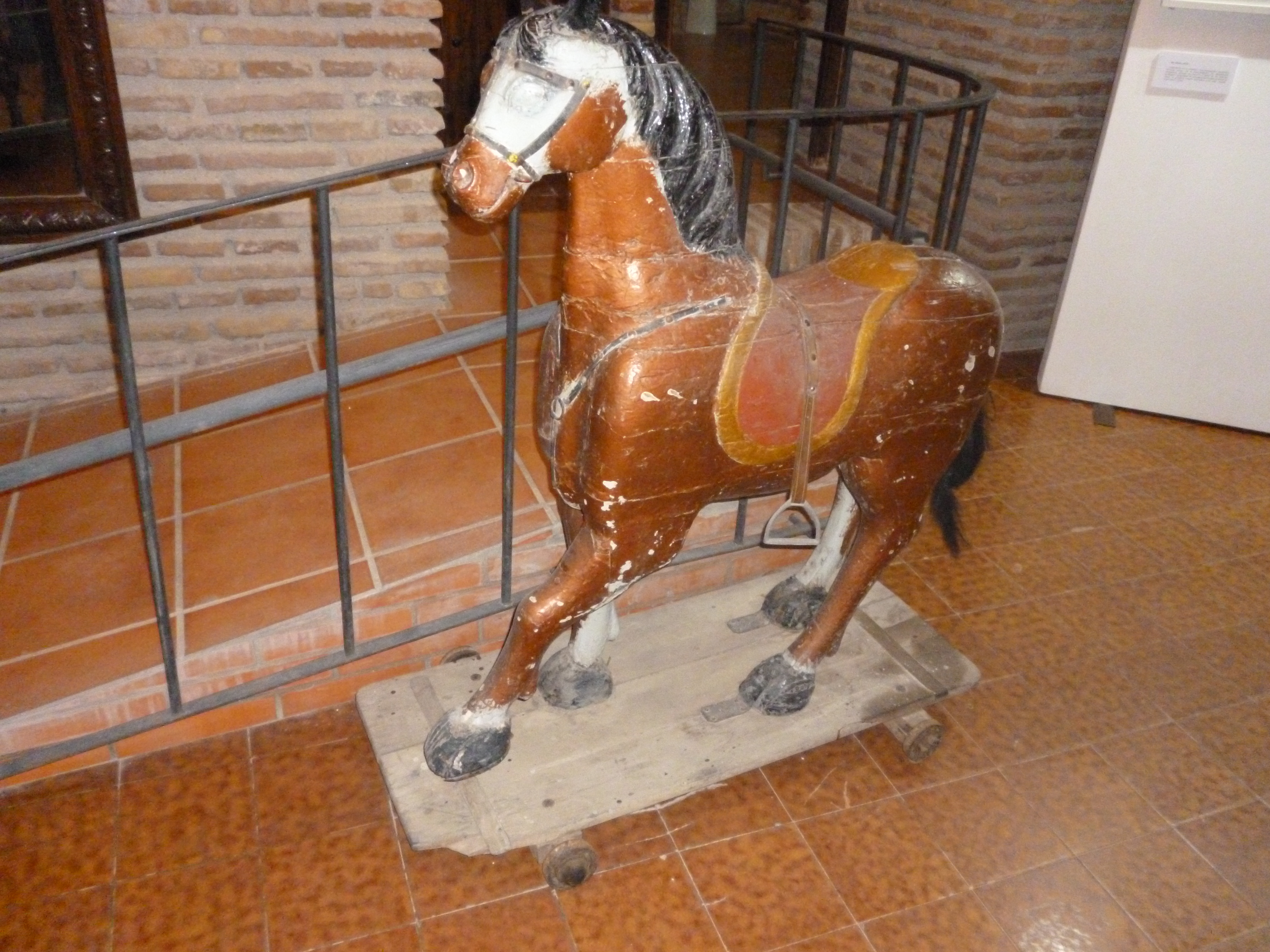
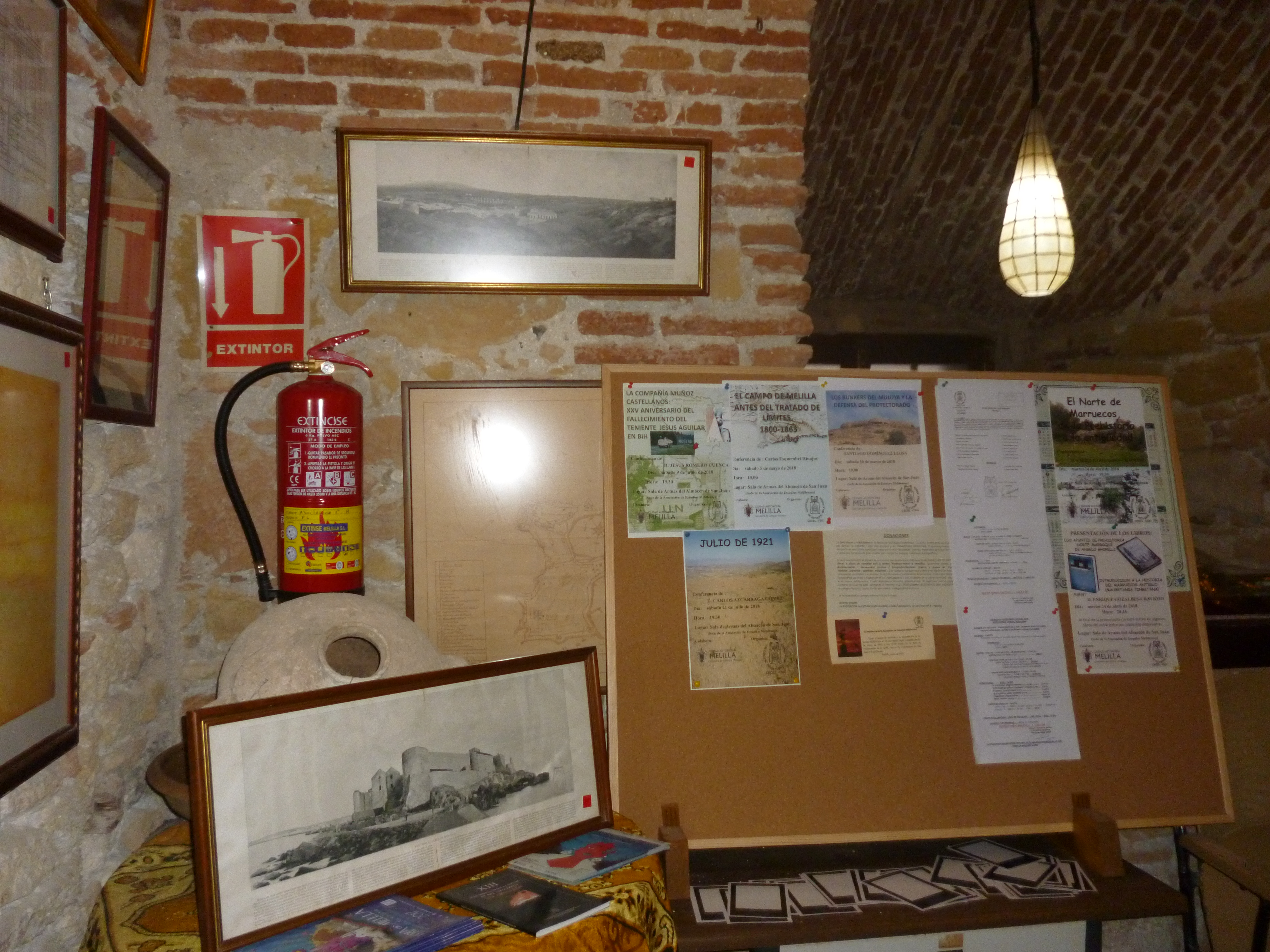
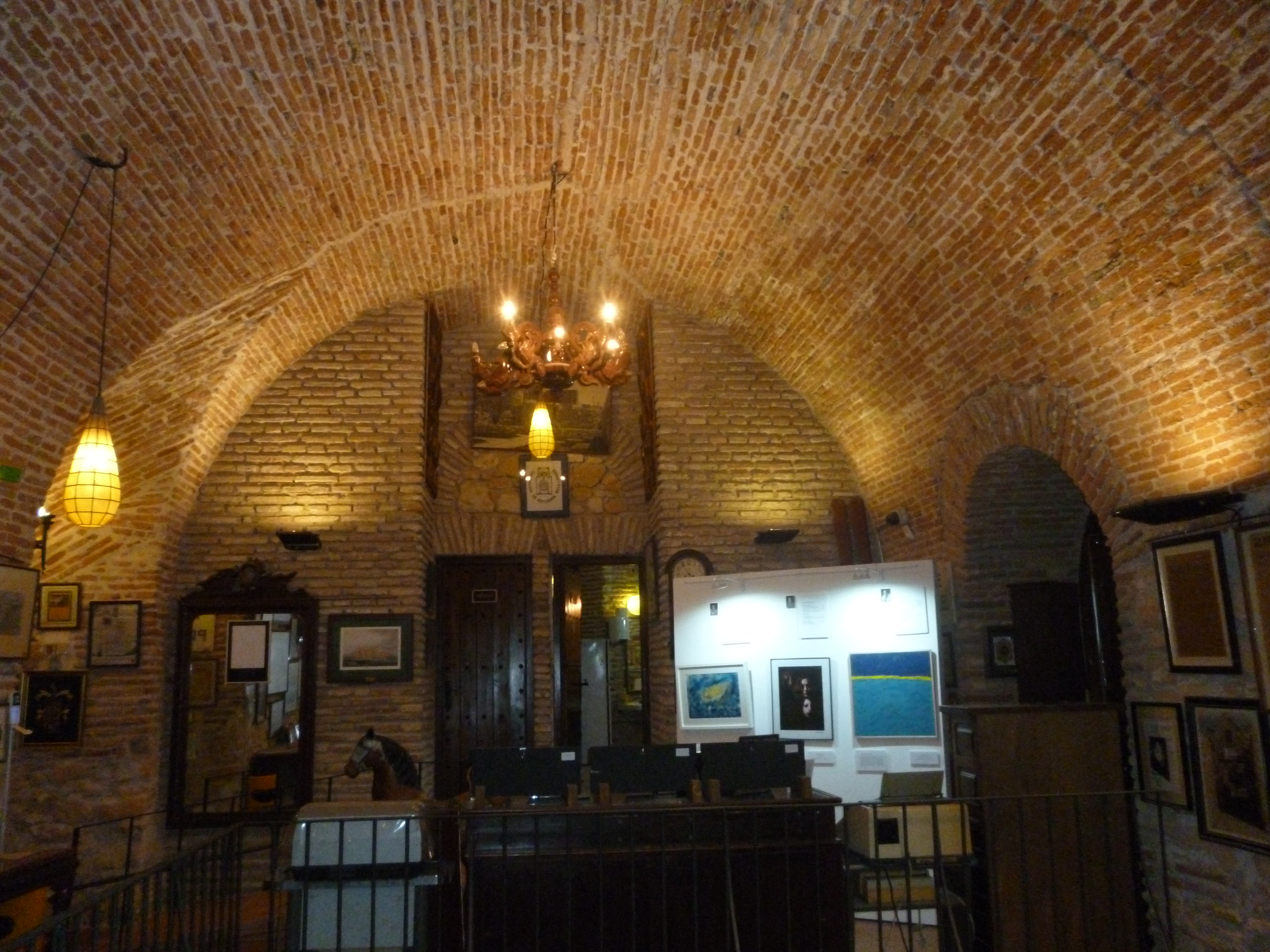

Cuenta en su planta baja con el Museo Etnográfico de Melilla y la sala de conferencias y en su alta la biblioteca y la hemeroteca, contando con curiosos objetos, cómo el caballito del antiguo tiovivo del Parque Hernández, Melilla, usado por el fotógrafo Esteban Pérez Romero.